# 布里尼翁 (汝拉州)
布里尼翁（法語：Bourrignon）是瑞士的城鎮，位於該國西北部，由汝拉州負責管轄，面積13.55平方公里，海拔高度770米，2011年人口277，八成人口信奉羅馬天主教，人口密度每平方公里20人。